# Thomas Tuchel
Thomas Tuchel (Krumbach, 29 d'agost de 1973) és un exjugador i entrenador de futbol alemany.

## Carrera com a jugador
Futbolista de perfil modest, jugava com a defensa. Va disputar vuit partits a la 2. Bundesliga amb el Stuttgarter Kickers entre 1992 i 1994 abans de romandre fins a 1998 en Tercera amb l'Ulm, quan es va retirar a causa d'una lesió crònica en un cartílag.

## Carrera com a entrenador

### Augsburg II
Tuchel va començar la seva carrera com a entrenador el 2000, fent-se càrrec de l'equip sub-19 del VfB Stuttgart. Després de cinc anys va tornar al seu antic club, l'FC Augsburg, on va treballar com a coordinador dels juvenils i entrenador del filial durant tres anys.

### FSV Mainz 05
El 3 d'agost de 2009, Tuchel va ser nomenat com el nou entrenador de l'acabat d'ascendir 1. FSV Mainz 05, pocs dies abans del començament de la Bundesliga. Va aconseguir una còmoda permanència en la seva primera temporada, portant a l'equip la temporada 9a posició en la Bundesliga 2009-10.
La temporada 2010-11, Tuchel va tenir un gran començament amb el Mainz 05, guanyant els 7 primers partits (inclosa una victòria a domicili davant el FC Bayern de Múnic) i es va situar líder del campionat. Finalment, l'equip revelació de la temporada va acabar cinquè en la classificació, i va obtenir una plaça a l'Europa League.
En les dues següents campanyes, el Mainz va aconseguir novament la permanència, tot i que va baixar el seu rendiment en acabar en 13è lloc; però a la Bundesliga 2013-14 es va classificar novament per a la Lliga Europa en acabar com a 7è classificat. Tuchel va dimitir amb només acabat el curs.

### Borussia Dortmund
El 19 d'abril de 2015, Tuchel va ser confirmat com a nou tècnic del Borussia Dortmund a partir de la temporada 2015-16, substituint Jürgen Klopp.
Després d'obtenir bons resultats en la pretemporada, va guanyar els seus 9 primers partits oficials, comptant les tres competicions: UEFA Europa League, Copa d'Alemanya i Bundesliga, i es va situar com a líder del campionat domèstic. De fet, va aconseguir el millor inici de la història de la Bundesliga, amb 4 victòries de 4 possibles i una diferència de gols de +12. El Borussia Dortmund va acabar la primera volta de la Bundesliga com a 2n classificat amb 38 punts, 8 menys que el líder. A l'Europa League, l'equip de Tuchel va arribar als quarts de final, on va ser eliminat pel Liverpool FC per un resultat global de 5-4. Finalment, Tuchel acaba la seva primera temporada al Signal Iduna Park com a subcampió de la Bundesliga i de la Copa.
En la seva segona campanya com a tècnic del Borussia Dortmund, Tuchel va portar el seu equip als quarts de final de la Lliga de Campions, on va ser eliminat per l'AS Monaco. A la Bundesliga va acabar com a 3r classificat, i va obtenir l'accés directe a la propera edició de Lliga de Campions. El 27 de maig de 2017, va acabar el curs proclamant-se campió de la Copa d'Alemanya 2016-17. Només tres dies després va ser acomiadat, aparentment més per discrepàncies amb els dirigents del club que per qüestions esportives.

### París Saint-Germain
El 14 de maig de 2018, el París Saint-Germain va anunciar la seva contractació per a les dues properes temporades. En el seu primer partit oficial al capdavant de l'equip francès, va guanyar la Supercopa de França contra l'AS Mònaco (4-0). Sota la seva direcció, el París Saint-Germain va protagonitzar el millor inici de la història de la Ligue 1, guanyant els seus 9 primers partits, a més de ser el màxim golejador i el menys golejat de la competició. Després de jugar 18 partits en la Ligue 1, l'equip francès va sumar 50 punts (16 victòries i 2 empats), establint un nou rècord en la història d'aquest torneig. No obstant això, també va ser eliminat de la Copa de la Lliga, un títol que havia guanyat en les seves 5 anteriors edicions, en perdre davant el Guingamp en quarts de final (1-2). En la Lliga de Campions, el PSG va sofrir una decebedora eliminació davant el Manchester United FC en vuitens de final a causa de la regla del gol de visitant, perdent el partit de tornada (1-3) després d'haver guanyat en el xoc d'anada (0-2). Finalment va acabar la temporada conquistant la Ligue 1 i perdent la final de la Copa de França per penals. El 25 de maig de 2019, va renovar el seu contracte amb el club per un any addicional.
La temporada 2019-2020 s'obre amb la victòria de la Supercopa de França. El 30 d'abril de 2020, després de la interrupció definitiva del campionat a causa de la pandèmia de COVID-19, el Paris Saint-Germain es va proclamar campió nacional sobre la base de la classificació acumulada fins a la suspensió. El 24 de juliol, Tuchel va portar els parisencs a la victòria a la Copa de França. Al final de la temporada, el Paris Saint-Germain va arribar a la final de la UEFA Champions League per primera vegada en la seva història, on va ser derrotat per 0-1 pel Bayern de Múnic a l'Estádio da Luz de Lisboa.
El 29 de desembre de 2020, Tuchel va ser acomiadat després d'una primera part de la temporada 2020-2021 per sota de les expectatives; Va deixar el club parisenc, en aquell moment en tercer lloc a la classificació de la Ligue 1, amb un balanç de 95 victòries en 127 partits oficials.

### Chelsea

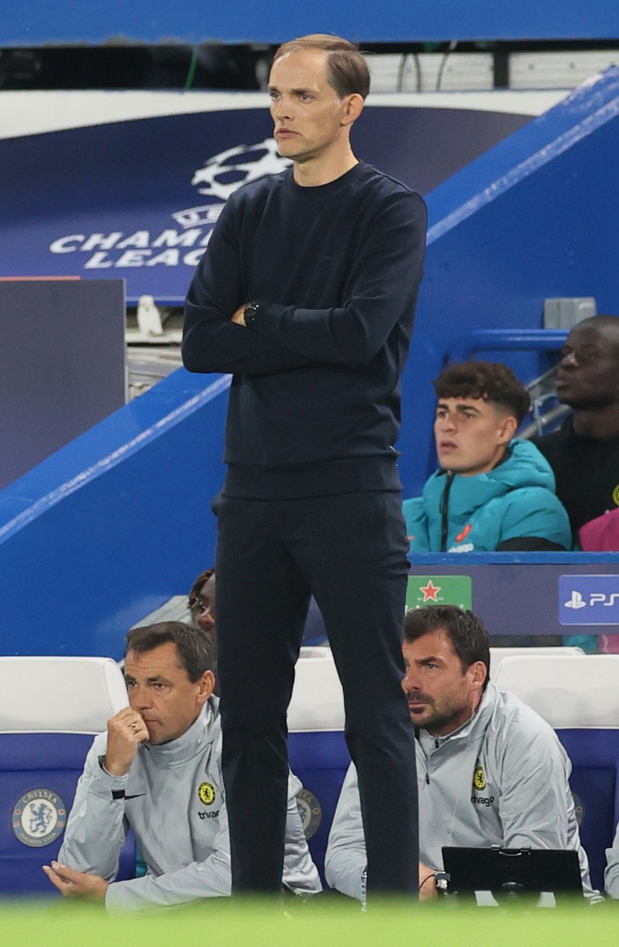

El 26 de gener de 2021 va prendre el relleu de l'acomiadat Frank Lampard a la banqueta del Chelsea FC anglès, en aquell moment en el novè lloc de la Premier League; L'endemà va debutar com a entrenador dels Blues amb un empat 0–0 contra el Wolverhampton a Stamford Bridge. Després va guanyar quatre partits de lliga consecutius i també va guanyar el partit d'anada dels vuitens de final de la UEFA Champions League contra l'Atlètic de Madrid. En els primers catorze partits de la direcció de Tuchel, el Chelsea es va mantenir invicte i va accedir als quarts de final de la UEFA Champions League i a les semifinals de la FA Cup. Una derrota per 2-5 a casa contra el West Bromwich a la lliga el 3 d'abril va posar fi a la ratxa de resultats positius dels Blues. Després d'acabar la temporada en quarta posició, el club londinenc va perdre la final de la FA Cup contra el Leicester City, però es va classificar per a la final de la Lliga de Campions: l'entrenador alemany hi va entrar per segon any consecutiu després de fer-ho a la banqueta del Paris Saint-Germain, convertint-se així en el primer a triomfar en la gesta amb dos equips diferents en dues temporades consecutives. El 29 de maig, el Chelsea de Tuchel va guanyar el trofeu i va vèncer el Manchester City per 1-0 a la final de Porto. Després d'aquest èxit, el 4 de juny va renovar el seu contracte fins al 2024.

## Palmarès com a entrenador
Borussia Dortmund
- 1 Copa alemanya: 2016-17

Paris Saint-Germain FC
- 2 Ligue 1: 2018-19, 2019-20
- 1 Copa francesa: 2019-20
- 1 Copa de la lliga francesa: 2019-20
- 2 Supercopes franceses: 2018, 2019

Chelsea FC
- 1 Campionat del Món de clubs: 2021
- 1 Lliga de Campions de la UEFA: 2020-21
- 1 Supercopa d'Europa: 2021

FC Bayern de Múnic
- 1 Lliga alemanya: 2022-23